# Levente Lévai
Levente Lévai (ur. 2005) – węgierski zapaśnik startujący w stylu klasycznym.
Złoty medalista mistrzostw Europy w 2025. Wicemistrz świata juniorów w 2023 i trzeci w 2024. Mistrz Europy juniorów w 2024 i drugi w 2023. Trzeci na ME kadetów w 2022 roku.